# Shekhar Kapur
Shekhar Kapur, född 6 december 1945 i Lahore i Punjab, är en indisk filmregissör och skådespelare. Han föddes i dåvarande Brittiska Indien i det som nu är Pakistan, men hans modersmål är hindi och fram till det internationella genombrottet var han verksam i Indien.
Shekhar Kapurs internationella genombrott var Bandit Queen 1994 om Phoolan Devi. Hans mest kända filmer är Elizabeth 1998 och Elizabeth: The Golden Age 2007 med Cate Blanchett i huvudrollen som drottning Elisabet I av England.

## Utmärkelser
Asteroiden 9141 Kapur är uppkallad efter honom.

## Filmografi (regi - urval)
- 1983 Masoom
- 1987 Mr. India
- 1994 Bandit Queen
- 1998 Elizabeth
- 2002 The Four Feathers
- 2007 Elizabeth: The Golden Age
- 2008 New York, I Love You
- 2009 Passage